# Peter Lindmark
Peter Lindmark (* 8. November 1956 in Kiruna) ist ein ehemaliger schwedischer Eishockeytorwart, der in seiner aktiven Zeit von 1974 bis 1999 unter anderem für den Timrå IK, Färjestad BK, Malmö IF und Luleå HF in der Elitserien gespielt hat.

## Karriere
Peter Lindmark begann seine Karriere als Eishockeyspieler in seiner Heimatstadt beim IFK Kiruna, für dessen Profimannschaft er von 1974 bis 1979 aktiv war – zunächst in der Saison 1974/75 in der damals noch zweitklassigen Division 2 sowie anschließend nach Gründung der Elitserien als höchster schwedischer Spielklasse in der neuen zweiten Liga, der Division 1. Von 1979 bis 1984 spielte der Torwart für den Timrå IK, mit dem er in der Saison 1981/82 in der Elitserien und in den übrigen vier Jahren in der Division 1 auflief. Im Jahr 1981 erhielt er den Guldpucken als bester schwedischer Spieler. Zur Saison 1984/85 wechselte er zum Färjestad BK aus der Elitserien. Dort wies er gleich in seinem ersten Jahr den niedrigsten Gegentorschnitt und die beste Fangquote der Liga auf. In der folgenden Spielzeit gewann er mit seiner Mannschaft erstmals den schwedischen Meistertitel. Diesen Erfolg konnte er mit dem FBK in der Saison 1987/88 wiederholen. Zudem wurde er in der Saison 1986/87 mit der Mannschaft Vizemeister und erhielt den Guldhjälmen als wertvollster Spieler der Elitserien.
Im Sommer 1988 schloss sich Lundmark dem Zweitligisten Malmö IF an, mit dem er zwei Jahre später den Aufstieg in die Elitserien erreichte. In den Spielzeiten 1991/92 und 1993/94 wurde er auch mit Malmö Schwedischer Meister. In der Saison 1994/95 war er zudem erneut der Torwart mit der besten Fangquote der Elitserien. Auf europäischer Ebene gewann er mit Malmö 1992/93 den Europapokal. Nach insgesamt neun Jahren verließ der Schwede 1997 den Malmö IF. Zur Saison 1998/99 erhielt er noch einmal einen Vertrag beim Elitserien-Teilnehmer Luleå HF, bei dem er jedoch nur noch bei zwei Spielen als Ersatztorwart im Kader stand, ohne selbst eingesetzt zu werden. Anschließend beendete er im Alter von 42 Jahren seine Karriere. Als insgesamt 119. Eishockeyspieler erhielt er die in Schweden in zahlreichen populären Sportarten vergebene Auszeichnung Stor Grabb für das Erreichen einer bestimmten Punktzahl in der jeweiligen Sportart.

### International
Für Schweden nahm Lindmark an den Weltmeisterschaften 1981, 1982, 1985, 1986, 1987, 1989 und 1991 teil. Bei den Weltmeisterschaften 1987 und 1991 gewann er mit seiner Mannschaft jeweils die Gold-, bei den Weltmeisterschaften 1981 und 1986 die Silbermedaille. Bei den Weltmeisterschaften 1981 und 1986 wurde er jeweils zum besten Torwart des Turniers sowie in das All-Star Team gewählt. Zudem stand er im Aufgebot seines Landes bei den Olympischen Winterspielen 1988 in Calgary sowie 1981, 1984 und 1987 beim Canada Cup. 1984 belegte er mit seiner Mannschaft den zweiten Platz beim Canada Cup, bei den Olympischen Winterspielen 1988 gewann er mit seinem Team die Bronzemedaille.

## Erfolge und Auszeichnungen
| - 1981 Guldpucken - 1981 Schwedisches All-Star Team - 1985 Niedrigster Gegentorschnitt der Elitserien - 1985 Beste Fangquote der Elitserien - 1985 Schwedisches All-Star Team - 1986 Schwedischer Meister mit dem Färjestad BK - 1986 Schwedisches All-Star Team - 1987 Schwedischer Vizemeister mit dem Färjestad BK - 1987 Guldhjälmen | - 1987 Schwedisches All-Star Team - 1988 Schwedischer Meister mit dem Färjestad BK - 1988 Schwedisches All-Star Team - 1990 Aufstieg in die Elitserien mit Malmö IF - 1992 Schwedischer Meister mit Malmö IF - 1992 Europapokal-Gewinn mit Malmö IF - 1994 Schwedischer Meister mit Malmö IF - 1995 Beste Fangquote der Elitserien |

### International
| - 1981 Silbermedaille bei der Weltmeisterschaft - 1981 All-Star Team der Weltmeisterschaft - 1981 Bester Torwart der Weltmeisterschaft - 1984 Silbermedaille beim Canada Cup - 1986 Silbermedaille bei der Weltmeisterschaft | - 1986 All-Star Team der Weltmeisterschaft - 1986 Bester Torwart der Weltmeisterschaft - 1987 Goldmedaille bei der Weltmeisterschaft - 1988 Bronzemedaille bei den Olympischen Winterspielen - 1991 Goldmedaille bei der Weltmeisterschaft |